# Rachid Ferrahi
Rachid Ferrahi (sinh ngày 18 tháng 7 năm 1985 ở Oran) là một cầu thủ bóng đá người Algérie. Anh hiện tại thi đấu ở vị trí tiền vệ cho MC Oran ở Giải bóng đá hạng nhất quốc gia Algérie.

## Sự nghiệp câu lạc bộ
Ngày 6 tháng 6 năm 2016, Ferrahi ký một bản hợp đồng cùng với MC Oran, gia nhập từ JS Kabylie.